# 木村衣里 (競泳選手)
木村 衣里（きむら えり、1973年12月7日 - ）は、日本の元競泳選手。東京都出身。1992年バルセロナオリンピック日本代表。200m個人メドレー・400m個人メドレーの元日本記録保持者。現役時代は東京スイミングセンターに所属。

## 経歴
板橋区立中台中学校、東京成徳短期大学附属高等学校、青山学院大学卒。
全国中学校水泳競技大会では山内美智子、平田美恵に次ぐ女子史上3人目となる2種目3連覇を達成した。
1989年6月、福岡で行われた国際試合派遣選考会の400m個人メドレーで4分51秒64の日本新記録を樹立し、パンパシフィック水泳選手権日本代表に選出された。パンパシフィック選手権では200m個人メドレーで日本新記録を更新して5位入賞、400m個人メドレーでも4分51秒28で日本新記録を更新した。
1990年、日本選手権水泳競技大会の200m個人メドレーでは予選2分18秒32、決勝2分17秒89と日本新記録を2度更新して初優勝を果たした。
1992年バルセロナオリンピックに出場し、200m個人メドレーB決勝4位・400m個人メドレー7位という結果を残した。400m個人メドレー予選では4分46秒17の日本新記録を更新した。

## 主な実績
- 1986年全国中学校水泳競技大会　200m個人メドレー優勝　400m個人メドレー優勝
- 1987年全国中学　200m個人メドレー優勝　400m個人メドレー優勝
- 1988年全国中学　200m個人メドレー優勝　400m個人メドレー優勝
- 1989年パンパシフィック水泳選手権　200m個人メドレー5位
- 1989年日本選手権　200m個人メドレー優勝　400m個人メドレー優勝
- 1990年高校総体　200m個人メドレー優勝　400m個人メドレー優勝　400mメドレーリレー優勝
- 1990年日本選手権　200m個人メドレー優勝
- 1991年世界水泳選手権　200m個人メドレーB決勝3位　400m個人メドレーB決勝8位
- 1992年バルセロナオリンピック　200m個人メドレーB決勝4位　400m個人メドレー7位